# Correctionnalisation d'un crime en France
En droit français, la correctionnalisation d'un crime consiste dans le fait de réduire un crime en un délit correctionnel. Elle peut être judiciaire quand des magistrats (procureurs ou juges) vont négliger volontairement une circonstance aggravante ou un élément constitution d'un crime pour ne retenir que ceux qui constituent un délit. Elle peut être légale quand le législateur décide de rétrograder un crime en délit en diminuant la peine encourue.
Cette technique permet de faire juger l'infraction devant un tribunal correctionnel, plutôt que devant une cour criminelle ou une cour d'assises.

## Correctionnalisation légale
En France, la compétence des juridictions répressives dépend de la classification des infractions (contraventions, délits ou crimes). L'article 34 de la Constitution donne compétence au législateur pour « la détermination des crimes et délits ainsi que les peines qui leur sont applicables ». Le législateur peut donc choisir de correctionnaliser un crime, ou à l'inverse criminaliser un délit. Cette technique ne pose aucun problème juridique.
Les réformes successives tendent à une correctionnalisation des infractions. Tel est ainsi le cas pour la correctionnalisation des violences volontaires sans incapacité de travail (loi du 13 mai 1863) ; des agressions sexuelles, excepté le viol (loi du 23 décembre 1980) ; les vols aggravés (loi du 2 février 1981) ; ou encore les atteintes aux intérêts de la nation, à l’État ou à la paix publique (loi du 22 juillet 1992).
La correctionnalisation légale peut résulter d'une volonté de désengorgement des cours d'assises, mais également résulter de changements quant à la perception des infractions par la société. Ainsi, l'avortement était un crime jusqu'à une loi du 27 mars 1923 qui l'a correctionnalisé, avant d'être dépénalisé par la loi du 17 janvier 1975.

## Correctionnalisation judiciaire

### Contexte
Le manque de moyens des cours d'assises, impliquant des délais de comparution très longs, explique le recours à la correctionnalisation judiciaire pour faire juger les auteurs d'infraction devant un tribunal correctionnel alors qu'ils ont commis un « crime » : on parle alors de correctionnalisation. 
Cette pratique, bien qu'illégale, arrange parfois deux des trois parties  : le procureur ou le juge d'instruction, initiateur, gagne la possibilité de raccourcir et de simplifier la procédure alors que le prévenu voit son crime rétrogradé au rang de simple délit.
Cette pratique est décriée, notamment pour les cas de viols, par des juristes et des associations d'aide aux victimes, qui dénoncent entre autres la mauvaise information des victimes quant aux conséquences de la correctionnalisation, l'atteinte à l'égalité des justiciables, les difficultés que cette pratique entraîne dans la lutte contre la récidive (le casier judiciaire ne mentionnant qu'un délit et non un crime).
Il convient de préciser que cette pratique peut aussi résulter de différents critères comme la personnalité du mis en cause, les circonstances de commission de l'infraction, l'importance du préjudice et l'ancienneté de l'affaire (qu'il convient aussi de mettre en perspective avec la prescription de l'action publique). Tel peut être le cas pour un vol à main armée dans un petit commerce, avec un préjudice peu élevé.

### Application
Plusieurs mécanismes légaux permettent aux magistrats de recourir à la correctionnalisation et au tribunal correctionnel de se déclarer compétent.

#### Minimisation des faits
La plainte déposée par une victime ne constitue qu'un signalement de faits allégués devant l'autorité judiciaire. Il revient au procureur de la République de qualifier les faits, c'est-à-dire de retenir une sanction légale par rapport à ce qui lui est dénoncé. La victime n'a aucun droit à maintenir la qualification légale qu'elle souhaite voir juger.[réf. souhaitée] Le droit de la victime se résume à demander des dommages-intérêts en tant que partie civile.
Le procureur demeure libre, à tout moment[réf. souhaitée], de ne retenir que les faits qui lui semblent pertinents avec l'infraction qu'il entend poursuivre, et d'écarter les faits qui n'entrent pas en adéquation avec les charges qu'il entend retenir contre le prévenu[réf. souhaitée].
Ainsi, lorsqu'une victime dénonce un viol, qui implique une pénétration sexuelle, le procureur qui décide de n'étudier qu'une plainte pour attouchements va écarter les faits de pénétration[réf. souhaitée] du débat.

#### Article 469 du Code de procédure pénale
L'article 469 du code de procédure pénale traite du cas des renvois devant des cours d'assises de personnes poursuivies pour des crimes. Le tribunal correctionnel doit renvoyer le ministère public à mieux se pourvoir s'il estime que les faits présentés sont de nature à entrainer une peine criminelle.
L'article prévoit une exception en cas de renvoi devant le tribunal correctionnel par le juge d'instruction. Ainsi si la victime avait recours à un avocat au moment où elle a porté plainte et lorsque cette plainte a été « minimisée », alors le tribunal ne peut procéder au renvoi de l'affaire devant une cour d'assises.
En raison de cette interdiction faite au tribunal correctionnel, la Cour de cassation estime qu'une partie civile, qui ne dispose pourtant pas de l'action publique, peut soulever devant elle le moyen tendant à contester le renvoi devant le tribunal correctionnel et donc à une potentielle correctionnalisation.

### Conséquences
Une conséquence pour une victime consiste en des difficultés pour prouver les faits. Alors que devant une cour d'assises, les jurés se prononcent « en leur âme et conscience », procédé qui permet notamment de lutter contre un « crime parfait », le juge en correctionnelle doit d'une manière plus stricte rechercher la preuve du délit[réf. nécessaire].
L'exemple le plus fréquent est celui des viols. Lorsqu'une victime porte plainte contre un viol, les jurés d'assises vont pouvoir se focaliser sur un faisceau de présomptions (présence de l'accusé sur les lieux, traces de violences voire de sperme…). Lorsque les mêmes faits sont requalifiés en simples attouchements, les mêmes preuves perdent de leur intérêt : une présence sur les lieux perd de son importance, et des traces de sperme doivent être écartées car non utiles pour une recherche d'attouchements.
Partant de là, les victimes sont plus fortement dissuadées de porter plainte, à cause des conséquences d'une correctionnalisation du crime.

### Recours

#### Le contrôle du juge
Une correctionnalisation judiciaire ne peut avoir lieu sans l'accord de toutes les parties : le ministère public et le juge d'instruction ; les parties civiles ; et la juridiction de jugement. 
Toutefois, même en cas d'accord des parties, la jurisprudence considère que la correctionnalisation peut toujours être contestée par les parties en tout état de la procédure,.
Le tribunal correctionnel saisi, ou la chambre des appels correctionnels, peuvent également relever d'office son incompétence au profit de la cour d'assises. La Cour de cassation peut également procéder à ce contrôle d'office et les parties peuvent lui soulever ce moyen pour la première fois devant elle. 

#### Cour européenne des droits de l'homme
Les conséquences de ces imprécisions en droit français peuvent être portées devant la Cour européenne des droits de l'homme, notamment pour violation de l'article 6 de la Convention EDH qui pose le droit à un procès équitable.

### Lutte contre la correctionnalisation judiciaire
Le projet de loi pour la confiance dans l'institution judiciaire présenté par le ministre de la Justice Éric Dupond-Moretti prévoit la généralisation des cours criminelles en expérimentation depuis 2019. Ces cours, composées seulement de magistrats professionnels, ont vocation à connaître des crimes punis de 15 ou 20 ans de réclusion pour éviter le recours à la correctionnalisation.
La mission de l'Assemblée nationale sur les cours criminelles a mis en avant la réduction du délai d'audiencement de 6 à 8 mois.